# Kečky
Kečky (1138 m) je vrch v severní části Velké Fatry, zvané Šípska Fatra. Vede na něj žlutě značená cesta z Komjatné nebo z Ružomberku.

## Přístup
- Po červené  a žluté  značené cestě ze Studničné
- Po červené  a žluté  značené cestě z Ružomberku